# Alois Mutz
Alois Mutz (* 21. Dezember 1909 in Freiburg im Breisgau; † 21. November 2005 in Überlingen) war ein deutscher katholischer Geistlicher.

## Werdegang
Mutz stammte aus Freiburg im Breisgau. Seine Priesterweihe empfing er am 15. April 1934. Das Vikariat führte ihn zunächst in die Pfarrei St. Peter und Paul in Singen (Hohentwiel). Nach kurzer seelsorgerischer Tätigkeit in Wiechs am Randen war er ab 1943 Pfarrverweser in Stockach. Dort verhinderte er im April 1945 nach der Ermordung von Kriegsgefangenen und Fremdarbeitern sowie französischen Soldaten durch SS-Truppen mit persönlichem Einsatz eine Vergeltungsaktion der französischen Armee, die vorhatte, als Geiseln genommene Stockacher Bürger zu erschießen und die Stadt niederzubrennen.
Von 1946 bis 1975 war er Pfarrer in Bad Dürrheim und von 1955 bis 1975 in Hochemmingen. Während dieser Zeit wurde die Kirche umgebaut. Zuletzt betreute er die Pfarrei von Andelshofen.

## Ehrungen
Am 31. Oktober 1984 erhielt Mutz das Bundesverdienstkreuz am Bande. Dabei wurden auch seine Verdienste um die Stadt Stockach gewürdigt. 1995 errichtete die Stadt im Stadtgarten ein Denkmal, das an die Opfer der Gräuelaktion und die Retter Alois Mutz und Ernst Sigel erinnert. Zudem trägt eine Straße in Stockach seinen Namen.